# Gold Cup (Afrique du Sud)
Pour les articles homonymes, voir Gold Cup.
Ne doit pas être confondu avec la Gold Cup, première division de la Coupe d'Afrique de rugby à XV.
La Gold Cup, aussi appelée SARU Community Cup entre 2013 et 2015, est une compétition amateure ouverte aux meilleurs clubs non universitaires du rugby à XV sud-africain.

## Historique
Le 20 septembre 2012, la fédération sud-africaine de rugby à XV (SARU) annonce la création d'une nouvelle compétition appelée SARU Community Cup. La Community Cup est réservée aux clubs non-universitaires (qui disputent déjà la Varsity Cup (en)), et succède au National Club Championship qui existait depuis 1975,. La saison inaugurale démarre en février 2013, et se termine le 1er avril de la même année,.
En 2016, après trois saisons, la compétition est renommée Gold Cup, est déplacée plus tard dans la saison et inclut désormais les champions en titre des championnats de Namibie et du Zimbabwe,.
La Gold Cup connait une interruption d'un an en 2018, pour faire son retour en 2019 avec une réduction de 20 à 16 équipes, et un retour à la période de février-avril.

## Format
- 2013-2015 : À sa création, la Community Cup compte 20 équipes, qui sont les champions en titre des 14 ligues régionales (ou provinces) sud-africaine, une équipe du Limpopo, et 5 «Wild Cards». La compétition reprend le format de la Coupe du monde de rugby à XV, c'est-à-dire quatre poules de cinq équipes, où chaque équipe rencontre une fois chaque adversaire de sa poule. Les deux premiers de chaque poule sont qualifiés pour les quarts de finale et, sur le modèle des tournois internationaux de rugby à sept, ont lieu des matchs de classement. La Community Cup s'étale sur deux mois (de mi-février à début avril), et ses finales (Plate, Shield, Bowl) ont lieu le lundi de Pâques. Le vainqueur de l'édition précédente est automatiquement qualifié pour l'édition suivante[1].
- 2016-2017 : La Community Cup est renommée Gold Cup. Elle est repoussée plus tard dans l'année et se déroule maintenant de septembre à octobre. Les champions en titre des championnats namibiens et zimbabwéens participent à la compétition, et prennent la place de deux Wild Cards[5].
- À partir de 2019 : La Gold Cup passe de 20 à 16 équipes (quatre poules de quatre), et revient à l'ancienne formule avec les matchs joués entre février et avril. Le vainqueur de l'édition précédente n'est plus automatiquement qualifié pour l'édition suivante. Les équipes namibiennes et zimbabwéennes ne sont plus conviées[6].

## Équipes
| Équipes participant à la SARU Community Cup / Gold Cup. |                    |               |               |               |          |          |
| Équipe                                                  | Union              | Community Cup | Community Cup | Community Cup | Gold Cup | Gold Cup |
| Équipe                                                  | Union              | 2013          | 2014          | 2015          | 2016     | 2017     |
| ------------------------------------------------------- | ------------------ | ------------- | ------------- | ------------- | -------- | -------- |
| African Bombers                                         | Eastern Province   | 12            | -             | -             | -        |          |
| Bloemfontein Crusaders                                  | Free State         | 15            | 10            | 15            | -        | -        |
| Bloemfontein Police                                     | Free State         | 20            | -             | -             | 18       | 10       |
| Boksburg                                                | Falcons            | -             | 15            | -             | -        | -        |
| Brakpan                                                 | Falcons            | 3             | 9             | -             | 4        | -        |
| Bridgton                                                | SWD                | -             | 17            | -             | -        | -        |
| Centurion                                               | Blue Bulls         | -             | 7             | -             | -        | -        |
| College Rovers                                          | Kwa-Zulu Natal     | 2             | 4             | 6             | 6        | 2        |
| Despatch                                                | Eastern Province   | 1             | 5             | 4             | -        | -        |
| Durban Collegians                                       | Kwa-Zulu Natal     | -             | -             | 9             | 14       | -        |
| Durbanville-Bellville                                   | Western Province   | 5             | -             | 1             | 3        | -        |
| East London Police                                      | Border             | -             | -             | -             | 16       | -        |
| Evergreens                                              | SWD                | 8             | -             | 12            | 7        | -        |
| False Bay                                               | Western Province   | -             | -             | -             | 2        | 1        |
| Hamiltons                                               | Western Province   | -             | 3             | 3             | -        | -        |
| Mossel Bay Barbarians                                   | SWD                | -             | 14            | -             | -        | -        |
| Noordelikes                                             | Limpopo Blue Bulls | 19            | 19            | 19            | -        | -        |
| Northam Rhinos                                          | Limpopo Blue Bulls | -             | -             | -             | 17       | 8        |
| Old Georgians                                           | Zimbabwe           | -             | -             | -             | 13       | 9        |
| Old Selbornians                                         | Border             | 10            | 8             | 10            | 11       | 17       |
| Pirates                                                 | Golden Lions       | -             | -             | -             | 10       | -        |
| Port Elizabeth Police                                   | Eastern Province   | -             | -             | 17            | 8        | -        |
| Progress (George)                                       | SWD                | -             | -             | -             | -        | 6        |
| Progress (Uitenhage)                                    | Eastern Province   | -             | -             | -             | -        | 11       |
| Pretoria Police                                         | Blue Bulls         | 6             | -             | 5             | 5        | -        |
| Quins-Bobbies                                           | Blue Bulls         | -             | -             | -             | -        | 3        |
| Raiders                                                 | Golden Lions       | 9             | -             | 11            | -        | 15       |
| Roodepoort                                              | Golden Lions       | 7             | 2             | -             | -        | -        |
| Roses United                                            | Boland             | 13            | 6             | -             | -        | 12       |
| Rustenburg Impala                                       | Leopards           | 4             | 1             | 2             | 1        | 4        |
| Sasol                                                   | Mpumalanga         | -             | -             | -             | -        | 7        |
| Sishen                                                  | Griquas            | 17            | 11            | 16            | 9        | 16       |
| SK Walmers                                              | Western Province   | 11            | -             | -             | -        | -        |
| Spring Rose                                             | Eastern Province   | -             | 12            | -             | -        | -        |
| Springs                                                 | Falcons            | -             | -             | 18            | -        | -        |
| Swallows                                                | Border             | -             | -             | -             | -        | 14       |
| Tygerberg                                               | Western Province   | -             | -             | -             | -        | 5        |
| Vaal Reefs                                              | Leopards           | -             | -             | -             | -        | 20       |
| Vereeniging                                             | Falcons            | -             | -             | -             | -        | 13       |
| Villagers Worcester                                     | Boland             | 16            | -             | 13            | 19       | -        |
| Wanderers                                               | Golden Lions       | -             | -             | 7             | -        | -        |
| Welkom                                                  | Griffons           | -             | 20            | -             | -        | 19       |
| Welkom Rovers                                           | Griffons           | 14            | 13            | 20            | 15       | -        |
| Wesbank                                                 | Boland             | -             | 18            | 8             | -        | -        |
| Western Suburbs                                         | Namibie            | -             | -             | -             | -        | 18       |
| White River                                             | Mpumalanga         | 18            | -             | -             | 20       | -        |
| Windhoek Wanderers                                      | Namibie            | -             | -             | -             | 12       | -        |
| Witbank Ferros                                          | Mpumalanga         | -             | 16            | 14            | -        | -        |

- Les huit meilleures équipes sont classées par les résultats dans les phases finales et matchs de classement. Les équipes allant de 9 à 20 sont classés par leur résultats en phase de poule.
- - signifie que l'équipe ne s'est pas qualifiée ou n'a pas été invitée pour l'édition en question.

## Palmarès
| Année | Lieu                                     | Vainqueur             | Score   | Finaliste         |
| ----- | ---------------------------------------- | --------------------- | ------- | ----------------- |
| 2013  | Outeniqua Park, George                   | Despatch              | 24 - 26 | College Rovers    |
| 2014  | Outeniqua Park, George                   | Rustenburg Impala     | 13 - 11 | Roodepoort        |
| 2015  | Rustenburg Impala Rugby Club, Rustenburg | Durbanville-Bellville | 30 - 31 | Rustenburg Impala |
| 2016  | Rustenburg Impala Rugby Club, Rustenburg | Rustenburg Impala     | 48 - 24 | False Bay         |
| 2017  | Phillip Herbstein Field, Constantia      | False Bay             | 30 - 18 | College Rovers    |